# Дунсігуань
ГЕС Дунсігуань (东西关水电站) — гідроелектростанція на півдні Китаю у провінції Сичуань. Знаходячись між ГЕС Цінцзюй (вище за течією) та ГЕС Тунцзихао, входить до складу каскаду на річці Цзялін, лівій притоці Дзинша (верхня течія Янцзи).
У межах проєкту річку перекрили бетонною греблею висотою 47 метрів та довжиною 631 метр, яка утримує водосховище із нормальним рівнем на позначці 248,5 метра НРМ, чому відповідає об'єм у 165 млн м3.
Після греблі річка описує велику петлю та через два десятки кілометрів проходить на невеликій відстані від сховища. У цьому місці проклали канал завдовжки приблизно 0,8 км, який досягає машинного залу. Основне обладнання станції становлять чотири пропелерні турбіни, котрі первісно мали потужність по 45 МВт, а у 2015 році були модернізовані до показника у 52,5 МВт. За рік вони забезпечують виробництво 955 млн кВт·год електроенергії.
Паралельно до каналу з машинним залом прокладений ще один, у якому розташовується судноплавний шлюз із розмірами камери 120 × 16 метрів.